# Plectrocnemia inflata
Plectrocnemia inflata là một loài Trichoptera trong họ Polycentropodidae. Chúng phân bố ở miền Cổ bắc.